# Sicyodes irrorata
Sicyodes irrorata là một loài bướm đêm trong họ Geometridae.